# Laurence Libert
Laurence Françoise Eliane Daniele Libert (Hasselt, 29 maart 1980) is een Belgisch politica voor Open Vld. Zij was Vlaams Parlementslid en is schepen van Hasselt.

## Studies en professionele carrière
Libert behaalde in 2002 het diploma van licentiaat in de toegepaste economische wetenschappen, optie beleidsmanagement aan het Limburgs Universitair Centrum en een jaar later haar masterstitel in de opleiding Master of Business Administration aan Solvay Business School. Van 2003 tot 2004 was ze adviseur private veiligheid op het kabinet van federaal minister Patrick Dewael en van 2004 tot 2006 adviseur binnenlandse aangelegenheden op het kabinet van Vlaams minister Marino Keulen. Ook werd ze in 2013 zakenpartner in het communicatiebureau Hands in Hasselt.

## politieke carrière
Na de derde rechtstreekse Vlaamse verkiezingen van 13 juni 2004 kwam ze begin december 2006 voor de kieskring Limburg in het Vlaams Parlement terecht als opvolger van Gilbert Van Baelen, die gedeputeerde werd in de provincie Limburg. In het Vlaams Parlement had ze zitting in de commissies Jeugd en Sport, Onderwijs en Innovatie en Binnenlands Bestuur. Ze bleef Vlaams volksvertegenwoordiger tot juni 2009.
Sinds 2 januari 2007 is ze gemeenteraadslid in Hasselt. Ze was er fractieleider voor de Open Vld in de gemeenteraad. Van 1 januari 2010 tot en met eind 2012 was ze eveneens schepen van Economie, Middenstand, Innovatie, Markten en Foren, Evenementen, Administratieve Vereenvoudiging, Informatica en Jumelages in opvolging van de Open Vld-schepen Carlo Gysens.
Op 2 januari 2019 werd zij voor de tweede maal schepen van de stad Hasselt. Ze kreeg de bevoegdheden reinheid en afvalbeleid, monumentenzorg, openbare werken en groenonderhoud. Op 9 januari 2019 legde ze ook opnieuw de eed af als Vlaams Parlementslid in opvolging van haar partijgenote Lydia Peeters, die minister werd in de Vlaamse regering. In het Vlaams Parlement zetelde ze ditmaal in de Commissie voor Economie, Werk, Sociale Economie, Innovatie en Wetenschapsbeleid. Ze zette zich onder meer in voor de horecasector, voor het aanpakken van de krapte op de arbeidsmarkt en voor het activeren van de stille arbeidsreserve. Haar mandaat werd beëindigd bij de verkiezingen in mei 2019, toen Libert niet werd herkozen.
Na de gemeenteraadsverkiezingen van oktober 2024 bleef Libert schepen van Hasselt. Begin januari 2025 nam ze de bevoegdheden Openbaar Domein, Gebouwen, Monumentenzorg en Onroerend Erfgoed, Propere Stad en Afvalbeleid, Recyclageparken, Begraafplaatsen en Evenementen op.